# Coronicium alboglaucum
Coronicium alboglaucum är en svampart som först beskrevs av Bourdot & Galzin, och fick sitt nu gällande namn av Jülich 1975. Coronicium alboglaucum ingår i släktet Coronicium och familjen mattsvampar.  Arten är reproducerande i Sverige. Inga underarter finns listade i Catalogue of Life.